# Viktor Konvalinka
Viktor Konvalinka (*12. červen 1984 ,  Praha) je český tanečník, choreograf, zakladatel skupiny DEKKADANCERS, bývalý první sólista baletu Národního divadla v Praze.

## Životopis
V roce 2004 absolvoval Taneční konzervatoř v Praze, týž rok nastoupil do baletu Národního divadla v Praze. V roce 2005 se stal demisólistou, v roce 2006 sólistou. Zde působil do roku 2015, kdy přešel do švédského souboru Norddans. Od roku 2019 vykonává svobodné povolání tanečníka s podporu švédského spolku Dansallien. V roce 2015 získal cenu Thálie za sólo v baletu Ohad Naharin: decadance.
 
Jako spoluzakladatel Dekkadancers zde působí jako choreograf a tanečník.